# Province du Natal
1910–1994
Entités précédentes :
- colonie du Natal

Entités suivantes :
- KwaZulu-Natal

La province du Natal est le nom de l'une des quatre provinces fondatrices de l'union d'Afrique du Sud en 1910. Son périmètre géographique était celui de la colonie du Natal à laquelle elle succédait. En 1994, la province du Natal devint symboliquement le KwaZulu-Natal, soulignant la réintégration politique du bantoustan du KwaZulu dans la province du Natal (avec un périmètre géographique similaire à celui de 1910).
Sa capitale était Pietermaritzburg.
Abritant une population très majoritairement zouloue, une importante communauté indienne et une population blanche majoritairement anglophone d'origine britannique, le Natal fut la province la plus loyaliste à l'Empire britannique et la plus hostile aux revendications nationalistes et souverainistes des Afrikaners. Durant la période d'apartheid, ce fut la seule province où les électeurs (blancs), animés par un fort sentiment monarchiste, anti-républicain, pro-commonwealth et sécessionniste, se prononcèrent contre la transformation de l'Union sud-africaine en République (référendum sur la République en 1960).
Durant la deuxième partie des années 1980, l'état d'urgence fut déclaré au Natal en raison de la violence extrême qui régnait alors dans les townships, ensanglantés par des rivalités meurtrières entre factions politiques rivales (zoulous de l'Inkhata contre militants du Congrès national africain), et qui connurent leur apogée au début des années 90.
Le Natal fut la seule province sud-africaine qui échappa au contrôle politique du parti national, au pouvoir en Afrique du Sud de 1978 à 1994.

## Géographie
Les monts du Drakensberg (les « montagnes du Dragon » en afrikaans ou uKhahlamba en zoulou) traversent la province. Le parc du Drakensberg, qui comprend le parc national de Royal Natal, protège la faune, la flore et les nombreux vestiges archéologiques locaux. L'un des plus célèbres panoramas de la région est l'Amphithéâtre.
La province compte aussi avec la réserve d'Hluhluwe-Umfolozi.

## Démographie

### Districts et démographie (1991)[1]
- Mount Currie (principale ville Kokstad): 41,564
- Alfred (principale ville Harding): 8,794
- Port Shepstone: 67,239
- Umzinto: 46,919
- Ixopo: 22,626
- Polela: 4,364
- Underberg: 9,584
- Impendle: 2,815
- Richmond: 23,476
- Camperdown: 36,315
- Pietermaritzburg: 228,549
- Lions River: 43,060
- New Hanover: 38,207
- Mooirivier: 25,061
- Estcourt: 49,493
- Weenen: 12,485
- Bergville: 22,552
- Umvoti (principale ville Greytown): 41,160
- Kranskop: 7,565
- Durban: 473,826
- Inanda (principale ville Verulam): 299,379
- Pinetown: 184,216
- Chatsworth: 179,957
- Kliprivier: 64,782
- Glencoe: 17,265
- Dundee: 31,613
- Dannhauser: 14,154
- Newcastle: 53,584
- Utrecht: 27,798
- Paulpietersburg: 21,072
- Vryheid: 85,518
- Ngotshe: 26,382
- Lower Tugela (principale ville Stanger): 96,702
- Mtunzini: 18,455
- Eshowe: 13,355
- Mtonjaneni principale ville Melmoth): 10,577
- Babanango: 3,069
- Lower Umfolozi (principale ville Empangeni): 56,082
- Hlabisa: 18,211
- Ubombo (principale ville Jozini): 2,929

## Historique

### Origines
En 1843, le Natal était devenue une colonie britannique administrée par le gouverneur de la colonie du Cap. Elle avait acquis une autonomie législative en 1856 et était devenue en 1893 une colonie à part entière de la Couronne britannique, dotée de son propre gouverneur.
En 1897, le Zoulouland lui avait été annexé.
Le 31 mai 1910, le dominion de l'union d'Afrique du Sud est établi, constitué du Natal, dorénavant une province, de l'ancienne colonie du Cap (rassemblée avec le Griqualand, le Stellaland et le Béchuanaland britannique), de l'État libre d'Orange et du Transvaal.

### Un bastion de l'Empire
Le Natal est entré à reculons dans l'Union sud-africaine. Ses résidents blancs s'y résolurent pour ne pas se retrouver seuls face à une très importante et majoritaire population zouloue. Néanmoins, la province allait « jusqu'à la caricature » demeurer britannique, ses habitants blancs, majoritairement d'origine britannique et dominés par les planteurs, s'attachant à préserver leur homogénéité raciale et culturelle face aux Afrikaners honnis et méprisés, face aux Zoulous et aux Indiens. Ainsi la famille royale britannique y est idolâtrée, l'ordre moral victorien préservé et la fidélité à Londres plus qu'à Pretoria affirmée au point que le Natal est comparé à l'Ulster par Lord Milner. La victoire du parti national lors des élections de 1948 y est mal vécue.
Elle est suivie en 1949 par les émeutes de Durban au cours desquelles les membres de la communauté indienne sont victimes de véritables pogroms de la part de membres de la communauté noire, essentiellement des Zoulous et se soldent par de violentes confrontations ethniques.
Bien qu'encore plus animés de préjugés raciaux que les Afrikaners, les Anglo-sud-africains du Natal se montrent rétifs à l'apartheid. Surtout, en 1960, ils votent à 75% contre la création de la République d'Afrique du Sud afin de maintenir les liens avec le Commonwealth. Mais le mouvement sécessionniste qui émerge alors est tué dans l’œuf par la Grande-Bretagne qui ne le soutient pas. Après avoir soutenu la Rhodésie de Ian Smith (dont les caractéristiques culturelles sont similaires), les Blancs du Natal tentent de se rapprocher du mouvement zoulou Inkhata pour desserrer ses liens avec le reste de l'Afrique du Sud.

### Le Natal et le KwaZulu
En 1970, ce qui subsiste en zone rurale de l'ancien Royaume zoulou au Natal est intégré dans le bantoustan appelé Zululand puis KwaZulu, dans le cadre de la politique de l'apartheid qui devint partiellement autonome en 1981.

### La période de transition
Au début des années 90, le Natal est en proie à d'importantes violences interethniques, opposant politiquement l'Inkhataet l'ANC pour le futur contrôle de la province.
Après l'arrivée de l'ANC au pouvoir en 1994 et la formation du KwaZulu-Natal, les blancs de la province seront les moins nombreux d'Afrique du Sud à choisir de quitter le pays.

## Administrateurs (1910-1994)
| Durée                          | Portrait | Nom                                      | Observations |
| ------------------------------ | -------- | ---------------------------------------- | ------------ |
| 10 Mai à Janvier 1918          |          | Charles John Smythe                      |              |
| Février 1918 à Janvier 1928    |          | George Thomas Plowman                    |              |
| Février 1928 à Janvier 1943    |          | Herbert Gordon Watson                    |              |
| Février 1943 à Novembre 1944   |          | George Heaton Nicholls                   |              |
| Novembre 1944 à Février 1948   |          | Douglas Edgar Mitchell                   |              |
| Février 1948 à May 1958        |          | Denis Gem Shepstone                      |              |
| Juin 1958 à Novembre 1961      |          | Alfred Trollip                           |              |
| Novembre 1961 à Aout 1970      |          | Theodor Johannes Adolph Gerdener         |              |
| Aout 1970 à Juin 1979          |          | Wynand Wilhelm Benjamin Havemann         |              |
| Juin 1979 à Aout 1979          |          | Frank Martin                             | Intérim      |
| Aout 1979 à Septembre 1984     |          | Jan Christoffel "Stoffel" Greyling Botha |              |
| Septembre 1984 à Novembre 1984 |          | Frank Martin                             | Intérim      |
| Novembre 1984 à Avril 1990     |          | Radclyffe Cadman                         |              |
| Avril 1990 au 7 mai 1994       |          | Cornelius Johannes van Rooyen Botha      |              |

## Résultats des élections au conseil provincial du Natal de 1943 à 1981
| Élection | Parti uni | parti national | parti travailliste | parti progressiste | parti du Dominion | Indépendants | Autres | Total (sièges) |
| -------- | --------- | -------------- | ------------------ | ------------------ | ----------------- | ------------ | ------ | -------------- |
| 1943     | 16        | -              | 3                  | -                  | 3                 | 3            | -      | 25             |
| 1949     | 22        | 2              | -                  | -                  | -                 | 1            | -      | 25             |
| 1954     | 21        | 4              | -                  | -                  | -                 | -            | -      | 25             |
| 1959     | 21        | 4              | -                  | -                  | -                 | -            | -      | 25             |
| 1965     | 16        | 8              | -                  | -                  | -                 | -            | 1      | 25             |
| 1970     | 22        | 3              | -                  | -                  | -                 | -            | -      | 25             |
| 1974     | 16        | 4              | -                  | -                  | -                 | -            | -      | 20             |
| 1977     | 12        | 8              | -                  | -                  | -                 | -            | -      | 20             |
| 1981     | 14        | 5              | -                  | 1                  | -                 | -            | -      | 20             |

## Films ou séries tournés au Natal
- Zoulou (1964) avec Michael Caine et Stanley Baker
- L'Ultime Attaque (1979) avec Burt Lancaster et Peter O'Toole
- Shaka Zulu (série télévisée) (1985) avec Christopher Lee et Edward Fox